# Golden Globe-díj a legjobb idegen nyelvű filmnek
A a legjobb idegen nyelvű filmnek járó Golden Globe-díjat 1950 óta ítélik oda a Hollywoodi Külföldi Tudósítók Szövetsége jóvoltából. A díjat 1986-ig Golden Globe-díj a legjobb külföldi filmnek néven adták át, és a legjobb nem amerikai filmeket nevezték ide. 1987-ben azért cserélték le a nevét, hogy a nem amerikai angol nyelvű filmek is indulhassanak a Legjobb film kategóriában. Ennek köszönhetően már az új kategóriába az idegen nyelvű amerikai filmeket is be lehetett nevezni.

## Díjazottak

### 1940-es évek
- 1949 – Biciklitolvajok (Olaszország)

### 1950-es évek
- 1954 – Tizenkét szempár (Japán), Weg ohne umkehr  (NSZK),  La Mujer de las camelias (Argentína), Különös kirándulás (Egyesült Királyság)
- 1955 – Ige (Dánia), Stella (Görögország), Kinder, mutter und ein general (NSZK),  Kodomo no me (Japán), Dangerous Curves (Egyesült Királyság)
- 1956 – Naplemente előtt (NSZK), To Koritsi me ta mavra (Görögország), A fehér rénszarvas (Finnország), Taiyô to bara (Japán), Háború és béke (Olaszország)
- 1957 – Egy szélhámos vallomásai (NSZK), Tizoc (Amor indio) (Mexikó), Kiiroi karasu (Japán)
- 1958 – L'Eau vive (Franciaország), Az egy évig tartó út (Jugoszlávia), Rosemarie (NSZK)
- 1959 - A híd (NSZK), A fekete Orfeusz (Franciaország), A nap vége (Svédország), Csodagyerekek (NSZK), Kagi (Japán)

### 1960-as évek
- 1960 - Szűzforrás (Svédország), Igazság (Franciaország)
- 1961 - Egy asszony meg a lánya (Olaszország)
- 1962 - Válás olasz módra (Olaszország)
- 1963 - Alvilági melódia (Franciaország)
- 1964 - Házasság olasz módra (Olaszország), Sallah Shabati (Izrael)
- 1965 - Júlia és a szellemek (Olaszország)
- 1966 - Egy férfi és egy nő (Franciaország)
- 1967 - Élni az életért (Franciaország)
- 1968 - Háború és béke (Szovjetunió)
- 1969 - Z, avagy egy politikai gyilkosság anatómiája (Algéria)

### 1970-es évek
- 1970 - Futó zápor (Franciaország)
- 1971 - Azulai, a rendőr (Izrael)
- 1972 - Kivándorlók (Svédország), Új haza (Svédország)
- 1973 - Gyalogjáró (NSZK)
- 1974 - Jelenetek egy házasságból (Svédország)
- 1975 - Ahogy én láttam (Kanada)
- 1976 - Színről színre (Svédország)
- 1977 - Egy különleges nap (Olaszország)
- 1978 - Őszi szonáta (Svédország)
- 1979 - Őrült nők ketrece (Franciaország)

### 1980-as évek
- 1980 - Egy tiszta nő (Egyesült Királyság)
- 1981 - Tűzszekerek (Egyesült Királyság)
- 1982 - Gandhi (Egyesült Királyság)
- 1983 - Fanny és Alexander (Svédország)
- 1984 - Út Indiába (Egyesült Királyság)
- 1985 - A hivatalos változat (Argentína)
- 1986 - Merénylet (Hollandia)
- 1987 - Kutyasors (Svédország)
- 1988 - Hódító Pelle (Dánia)
- 1989 - Cinema Paradiso (Olaszország)

### 1990-es évek
- 1990 - Cyrano de Bergerac (Franciaország)
- 1991 - Európa, Európa (Németország)
- 1992 - Indokína (Franciaország)
- 1993 - Isten veled, ágyasom! (Hongkong)
- 1994 - Farinelli, a kasztrált (Belgium)
- 1995 - A nyomorultak (Franciaország)
- 1996 - Kolja (Csehország)
- 1997 - Rózsaszín életem (Belgium)
- 1998 - Központi pályaudvar (Brazília)
- 1999 - Mindent anyámról (Spanyolország)

### 2000-es évek
- 2000 - Tigris és sárkány (Tajvan)
- 2001 - Senkiföldje (Bosznia-Hercegovina)
- 2002 - Beszélj hozzá (Spanyolország)
- 2003 - Osama (Afganisztán)
- 2004 - A belső tenger (Spanyolország)
- 2005 - Mennyország most (Palesztina)
- 2006 - Levelek Ivo Dzsimáról (USA)
- 2007 - Szkafander és pillangó (Franciaország)
- 2008 - Libanoni keringő (Izrael)
- 2009 - A fehér szalag (Németország)

### 2010-es évek
- 2010 - Egy jobb világ (Dánia, Svédország)
- 2011 - Nader és Simin – Egy elválás története (Irán)
- 2012 - Szerelem (Ausztria, Franciaország)
- 2013 - A nagy szépség (Olaszország)
- 2014 - Leviatán (Oroszország)
- 2015 - Saul fia (Magyarország)
- 2016 - Áldozat? (Franciaország)
- 2017 - Sötétben (Németország)
- 2018 - Roma (Mexikó)
- 2019 - Élősködők (Dél-Korea)

### 2020-as évek
- 2020 - Minari – A családom története (USA)
- 2021 - Vezess helyettem (Japán)
- 2022 - Argentína, 1985 (Argentína)
- 2023 - Egy zuhanás anatómiája (Franciaország)
- 2024 - Emilia Pérez (Franciaország)